# Islas Evout
Islas Evout är öar i Chile.   De ligger i regionen Región de Magallanes y de la Antártica Chilena, i den södra delen av landet, 2 500 km söder om huvudstaden Santiago de Chile. Arean är 1,7 kvadratkilometer.
Terrängen på Islas Evout är lite kuperad. Öns högsta punkt är 168 meter över havet. Den sträcker sig 1,7 kilometer i nord-sydlig riktning, och 1,8 kilometer i öst-västlig riktning.